# Koljoetsjinbaai
De Koljoetsjinbaai (Russisch: Колючинская губа; Koljoetsjinskaja goeba) is de op een na grootste baai van de Tsjoektsjenzee (na de Alaskaanse Kotzebuebaai). De baai ligt aan de noordkust van de Russische autonome okroeg Tsjoekotka, ten westen van het Tsjoektsjenschiereiland en is vrijwel onbewoond.
De naam komt van het eiland Koljoetsjin, dat ten noorden van de baai ligt. De baai werd in 1793 onder de naam Graaf Bezborodko-baai (vernoemd naar de Russische kanselier Aleksandr Bezborodko) ingetekend op de kaart, maar de lokale bewoners konden er niet aan wennen, waarop al snel de huidige naam werd aangenomen.

## Geografie
De baai steekt ongeveer 100 kilometer het binnenland in, maar is aan de monding slechts 2,8 kilometer breed doordat deze deels wordt versperd door de Serych Goesej-eilanden aan westzijde en de landtong (kosa) Beljaka aan oostzijde. Verder het binnenland in verwijdt de baai zich tot maximaal 37 kilometer. De diepte varieert tussen 7 en 14 meter, het getijdenverschil 0,1 meter (tweedagelijks). Het grootste deel van het jaar (ongeveer 9 à 10 maanden) is de baai bedekt met ijs.
De baai ligt in een gebied met een poolklimaat met zeeinvloeden. Het eerste ijs verschijnt midden oktober. In januari daalt de gemiddelde temperatuur tot -23°C. In midden tot eind mei verschijnt de lente weer. De zomer is er klam (mistig) en koud met een gemiddelde julitemperatuur van +6°C.
De kusten zijn overwegend steil. Aan zuidzijde stroomt het riviertje Kalgegyrgyvaam in via achtereenvolgens de Koeëtkoejymbaai (Куэткуйым; goeba) en de Koeëtkoejymgolf (zaliv). De rivieren Ionivejem (Joönajvejem; met 150 kilometer de langste) en Oeljoevejem stromen ten oosten daarvan uit via achtereenvolgens de Ionykynmangkybaai (Joönajkynmangkybaai; goeba) en de Ionivejemkoejymgolf (Joönajvejemkoejymgolf), die zelf aan westzijde uitmondt in de Koeëtkoejymgolf. De Koeëtkoejymgolf loopt aan noordzijde over in de Koljoetsjinbaai tussen de landtongen Kajnynvyketteke (west) en Anajan (oost; hier bevond zich tot midden jaren 1950 het dorpje Anajan; inwoners verplaatst naar Nesjkan). Op het schiereiland ten noorden van de Ionivejemkoejymgolf ligt de Tajogytgyklagune. Aan westzijde van de Koljoetsjinbaai, ten westen van de Ven'jakytryn-landtong ligt de Kamakbocht. Aan noordwestzijde ligt voorbij Kaap Koerkalen (op de westkust) ten westen van de Serych Goesej-eilanden de Koenergvynlagune. Aan noordzijde van de baai, ten noorden van de landtong Jamrykkaj, ligt de Tsjapatsjengolf en ten zuidoosten van deze landtong ligt de Tasytkyngolf.
Ten noordwesten van de baai bevinden zich achtereenvolgens de Pynopelgynlagune (met het dorp Noetepelmen) en Kaap Vankarem (met het dorp Vankarem) en 70 kilometer ten oosten de Neskenpilgynlagune en nog iets oostelijker Kaap Serdtse-Kamen.

## Fauna
De zuidelijke toendrakusten vormen een belangrijk nestgebied van de kleine zwaan, een aantal duikeenden en snippen. Er komen grote kolonies keizerganzen en zwarte rotganzen voor. In de toendrameren rond de baai komt de endemische snoek Dallia delicatissima voor.